# 西維珍尼亞州第三國會選區

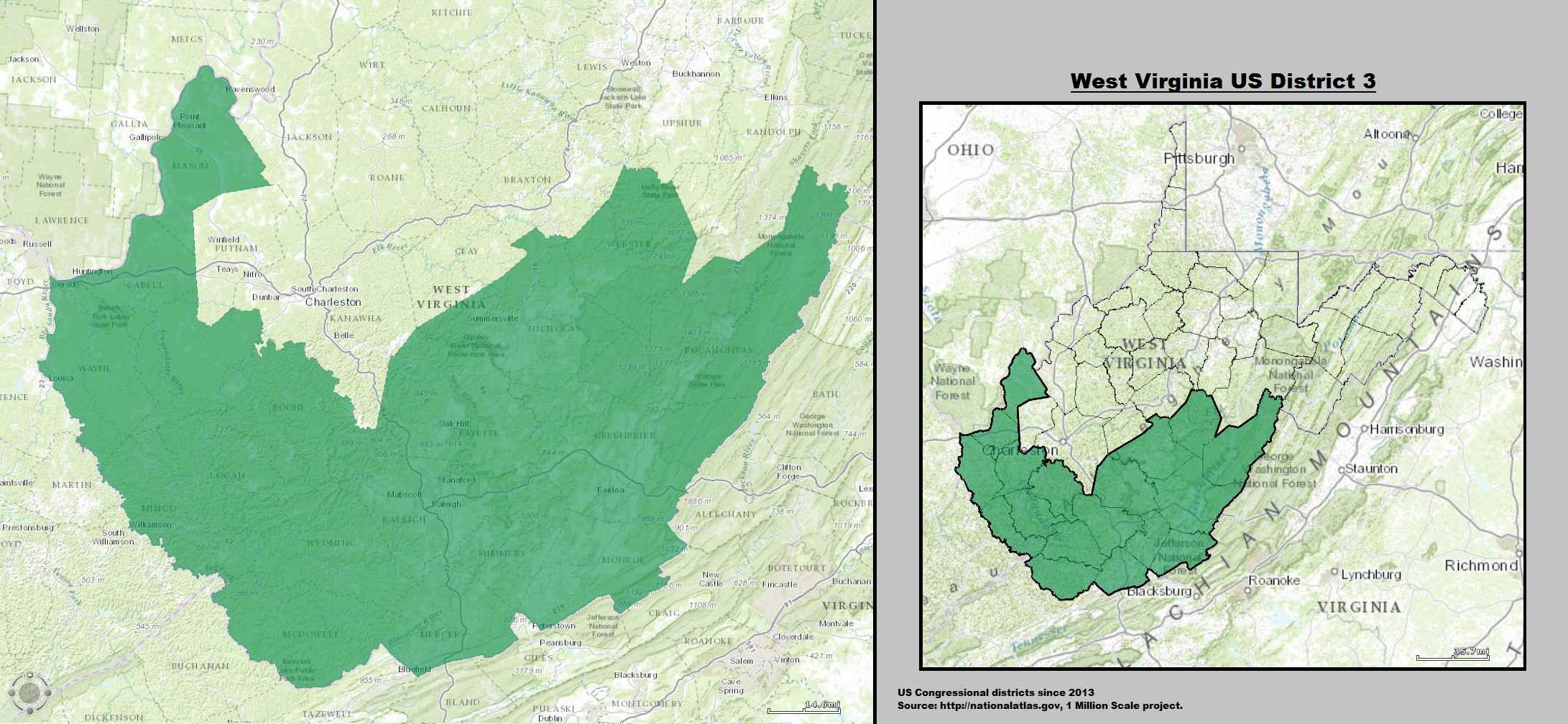
選區地圖

西弗吉尼亞州第三國會選區（英語：Third Congressional District of West Virginia）是美國西弗吉尼亞州三個眾議院選區之一，始於1863年，2013年起位於該州的南部。
該選區在2000年以後的總統選區一直支持共和黨，在眾議員選舉方面，一直處於共和民主兩黨競爭的局面。目前當區眾議員為2015年上任的、共和黨的伊萬·簡金斯。
本選區將於2023年落馬，因為根據2020年美國人口普查結果，西弗吉尼亞州將減少一席。主要歸因於西弗吉尼亞州在2010年至2020年期間人口減少了3.2%，是該時期所有州中最多的。